# Modest Musorgski

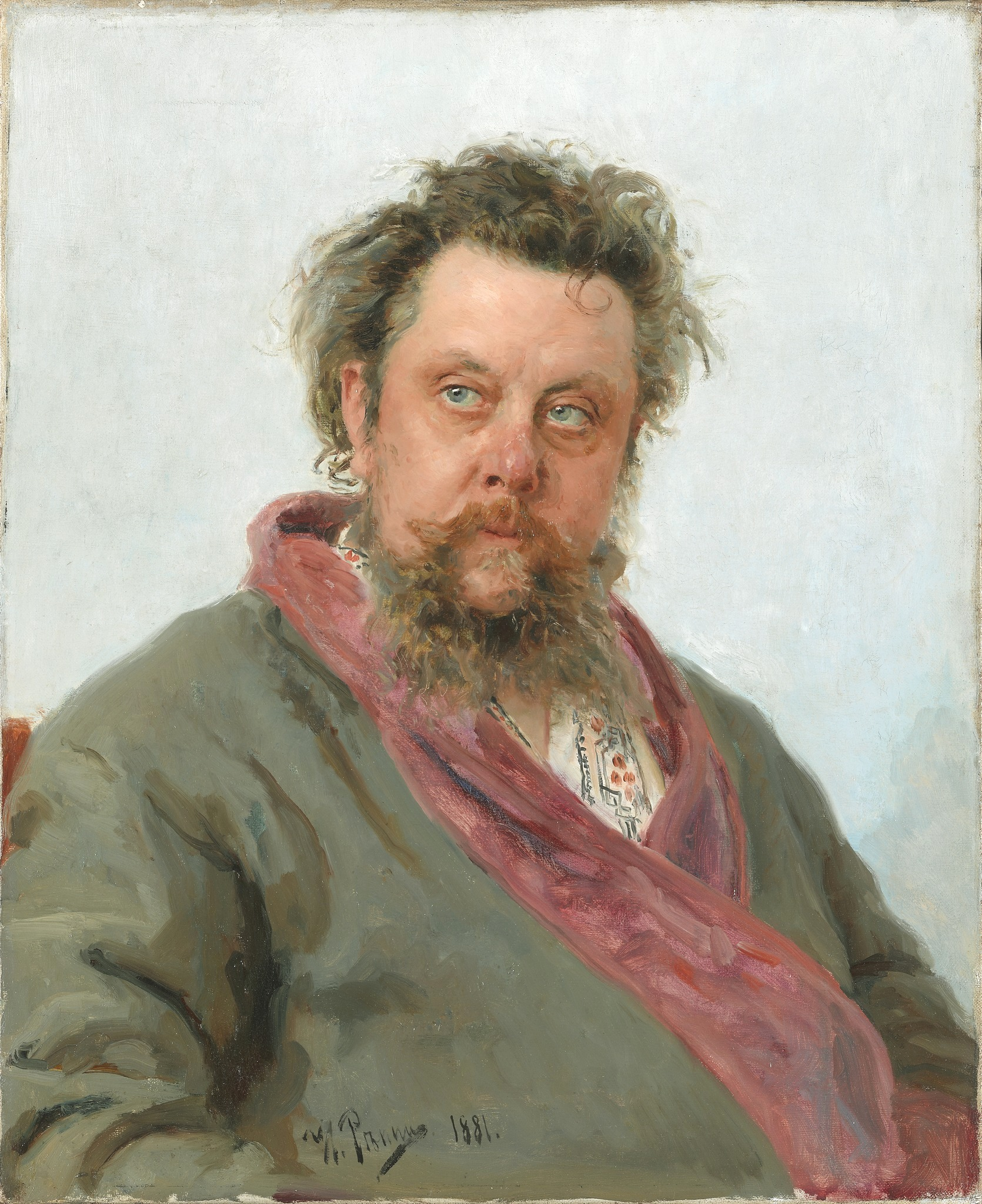
Portet Modesta Pietrowicza Musorgskiego autorstwa Ilji Riepina. Namalowany w szpitalu na 10 dni przed śmiercią kompozytora

Modest Pietrowicz Musorgski (ros. Модест Петрович Мусоргский [mɐˈdɛst pʲɪˈtrovʲɪtɕ ˈmusərkskʲɪj], ur. 9 marca?/21 marca 1839 w Kariewie w guberni pskowskiej, zm. 16 marca?/28 marca 1881 w Sankt Petersburgu) – rosyjski kompozytor.

## Życiorys
Pochodził z bogatej rodziny Musorgskich, porzucił karierę oficera, aby zająć się muzyką. Musorgski grał na fortepianie i po krótkiej nauce rozpoczął komponowanie, chociaż nigdy nie uzyskał formalnego wykształcenia muzycznego. Związany z grupą znaną jako Potężna Gromadka, której celem było poszukiwanie nowych środków wyrazu muzyki rosyjskiej, odrzucających ślepe kopiowanie wzorców zachodnich i czerpania inspiracji z muzyki ludowej.

## Twórczość

### Charakterystyka
W duchu ideologii pokolenia radykalnej inteligencji rosyjskiej lat 60. XIX wieku Musorgski opowiadał się za odrzuceniem sentymentalizmu, klasycystycznych form sztuki i melodramatu, przyjęciem zasady realizmu, uznania, że każde zjawisko w świecie warte jest swojego artystycznego przedstawienia. W szczególności pojmował muzykę jako środek kontaktu artysty z ludem, możliwość wejścia we wspólnotę z nim. Jak pisze Billington

Usiłował odtworzyć w muzyce motywy hipnotycznego powtórzenia charakterystycznego dla ustnej tradycji ludu rosyjskiego, gwar targu w Niżnym Nowogrodzie i tajemne pomruki samej natury.

W celu stworzenia rosyjskiej muzyki narodowej Musorgski zwrócił się ku teatrowi muzycznemu i ostatnie trzynaście lat życia poświęcił przede wszystkim na tworzenie dwóch oper opartych fabularnie na wydarzeniach z historii Rosji – Borysa Godunowa i Chowańszczyzny.
Do jego najsłynniejszych dzieł należą:
- Obrazki z wystawy – cykl miniatur fortepianowych
- Bez słońca – cykl pieśni
- Pieśni i tańce śmierci – cykl pieśni
- W Izbie dziecięcej – cykl pieśni
- Borys Godunow – opera
- Chowańszczyzna – opera
- Świt nad rzeką Moskwą – wstęp do opery Chowańszczyzna
- Noc na Łysej Górze – poemat symfoniczny

## Popularyzacja muzyki Musorgskiego
W 1971 zespół Emerson, Lake and Palmer, wykonujący rocka symfonicznego i progresywnego, stworzył album muzyczny Pictures at an Exhibition (Obrazki z wystawy). Album ten jest luźną adaptacją cyklu miniatur fortepianowych Musorgskiego i fragmentów poematu symfonicznego Noc na Łysej Górze. Innym zespołem muzyki popularnej adaptującym utwory Musorgskiego był Mekong Delta, zespół z Niemiec, grający progresywny thrash metal. Ponadto japoński muzyk Isao Tomita, kompozytor i wykonawca muzyki elektronicznej, nagrał swoją wersję Obrazków z wystawy (Pictures at an Exhibition) w 1975 roku. Także zespół Tangerine Dream wykorzystał Obrazki z wystawy na swojej płycie Turn of the Tides z 1994 roku.